# Dactylopodola typhle
Dactylopodola typhle is een buikharige uit de familie Dactylopodolidae. Het dier komt uit het geslacht Dactylopodola. Dactylopodola typhle werd in 1927 voor het eerst wetenschappelijk beschreven door Remane. 